# John Oates
John William Oates (* 7. April 1949 in New York) ist ein amerikanischer Sänger und Produzent. Er gehört neben Daryl Hall zum Popmusik-Duo Hall & Oates.

## Karriere
1966 schloss sich John Oates der Band The Masters an. Als Studenten der Temple University lernten sich Daryl Hall und John Oates 1967 bei Auftritten ihrer Bands im Adelphi Ballroom in Philadelphia kennen. Oates entschied sich zunächst gegen die Musikkarriere, verließ die Universität in Philadelphia und lebte etwa ein Jahr in Europa. Als er nach Philadelphia zurückkehrte, trat er ab Dezember 1970 zusammen mit Daryl Hall live auf und gründete mit ihm das Duo „Hall & Oates“. Am 6. März 1972 unterschrieben die beiden Musiker ihren ersten Plattenvertrag bei Atlantic Records und veröffentlichten im Oktober ihr erstes Album Whole Oats. Von 1974 bis 2005 hatte das Duo insgesamt 34 Hits in den Billboard Hot 100.
John Oates’ erstes Projekt als Produzent ohne Daryl Hall war 1987 das Album Small Victories der kanadischen Band The Parachute Club. Im selben Jahr wirkte er am Album Man of Colours der australischen Band Icehouse und dem Album Elisa Fiorillo der gleichnamigen Sängerin mit. 1996 war er an der Entstehung des Albums The Peacemaker von Jerry Lynn Williams beteiligt. 2004 war er auf dem Album White People der Handsome Boy Modeling School zu hören.

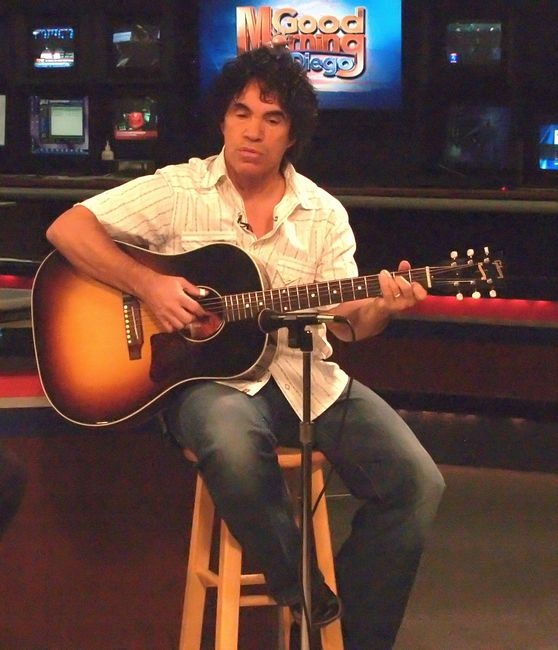
John Oates, 2008

Obwohl er mehr als drei Jahrzehnte erfolgreich als Musiker und später als Produzent tätig war, hat Oates erst im Jahr 2002 sein erstes Soloalbum Phunk Shui veröffentlicht. 2008 folgte nach einer Liveversion dieses Albums die CD 1000 Miles of Life. 2011 erschien Mississippi Mile, 2012 The Bluesville Sessions sowie 2014 Good Road to Follow und Live at the Troubadour.
Nach dem Zerwürfnis erwirkte sein Duettpartner Hall 2023 eine einstweilige Verfügung gegen ihn und sprach sich gegen eine weitere Zusammenarbeit aus.
Von November bis Dezember 2023 nahm Oates als Anteater an der zehnten Staffel der US-amerikanischen Version von The Masked Singer teil, in der er den sechsten Platz erreichte.

## Privates
Oates ist seit 1996 mit Aimee Oates verheiratet. Ihr Sohn, Tanner John Oates, kam am 19. Juni 1996 zur Welt.

## Diskografie

### Alben
- 2002: Phunk Shui (VÖ: 20. August)
- 2003: All Good People (VÖ: 20. Mai)
- 2006: Solo: The Album / The Concert (VÖ: 22. August)
- 2008: 1000 Miles of Life (VÖ: 23. September)
- 2011: Mississippi Mile (VÖ: 12. April)
- 2012: The Bluesville Sessions (mit John Oates Band; VÖ: 10. April)
- 2014: Good Road to Follow (VÖ: 19. März)
- 2014: Live at the Troubadour (VÖ: 1. August)
- 2017: Arkansas (mit The Good Road Band)
- 2022: Acoustic Live (From The Station Inn Nashville) (feat. Guthrie Trapp)

- 2024: Reunion

### Singles
- 1982: Maneater
- 1984: Out of Touch (with Daryll Hall)
- 2004: It Girl
- 2013: Stand Strong (VÖ: 29. Oktober)
- 2014: Stone Cold Love (VÖ: 19. April)
- 2015: Close (VÖ: 18. April)
- 2016: Santa Be Good to Me

### Videos
- 2004: Live at the Historic Wheeler Opera House (DVD + CD; VÖ: 4. Mai 2004)
- 2015: Another Good Road (VÖ: 20. Januar)
- 2021: Maneater ft. Saxsquatch (19. März)